# Bill Shirley
tenor/barítono lírico estadounidense que más tarde se convirtió en productor de teatro de Broadway . Es quizás más conocido por ser la voz hablada y cantada del Príncipe Felipe en el clásico animado de Walt Disney de 1959 La bella durmiente y por doblar la voz cantada de Jeremy Brett en la versión cinematográfica de 1964 de My Fair Lady .